# Достык (Сарыагашский район)
Достык (каз. Достық, до 2008 г. — Стахановка) — село в Сарыагашском районе Туркестанской области Казахстана. Входит в состав Жартытобинского сельского округа. Код КАТО — 515455300.

## Население
В 1999 году население села составляло 2131 человек (1070 мужчин и 1061 женщина). По данным переписи 2009 года, в селе проживало 3130 человек (1555 мужчин и 1575 женщин).